# Supercharged
Supercharged es el undécimo álbum de estudio de la banda estadounidense de punk rock, The Offspring, donde fue lanzado el 11 de octubre de 2024. Este fue su primer álbum con el baterista Brandon Pertzborn. Las tareas de batería se dividieron entre Pertzborn y Josh Freese. Las tareas del bajo volvieron a estar a cargo del cantante y guitarrista Dexter Holland en lugar del bajista a tiempo completo Todd Morse.

## Antecedentes y grabación
En una entrevista de septiembre de 2022 con la estación de radio brasileña 89FM A Rádio Rock, el líder Dexter Holland confirmó que The Offspring había comenzado a trabajar en nuevo material para su undécimo álbum de estudio: "Queremos que las cosas sigan avanzando. Tuvimos que tomarnos un tiempo libre durante la pandemia y sentimos que estamos de vuelta. Aprovechemos al máximo ahora mismo". Así que estamos trabajando en un nuevo álbum". Holland le dijo a Times Colonist en noviembre que la banda comenzaría a grabar su nuevo álbum en enero de 2023 con Bob Rock. The Offspring anunció en las redes sociales en marzo de 2023 que estaban "de vuelta en el estudio".
En septiembre de 2023, cuando le preguntaron a Noodles si el nuevo material de Offspring sigue una línea de "vieja escuela" o si representa "una nueva era de Offspring", afirmó que "es un poco de ambas cosas. La última canción que hicimos definitivamente suena como una vieja escuela, suena como 'Come Out Swinging'. Definitivamente algo de la vieja escuela y luego algo de rock y luego algo de pop punk también, seguro".
En una entrevista de mayo de 2024 con la estación de radio 99X de Atlanta, Holland y el guitarrista Noodles confirmaron que el undécimo álbum de estudio de la banda estaba terminado y que estaban trabajando en la portada y el título del álbum. El mes siguiente, se anunció que el álbum se titularía Supercharged y se lanzaría el 11 de octubre de 2024. El primer sencillo del álbum, "Make It All Right", se lanzó el 7 de junio. El segundo sencillo, "Light It Up", se lanzó el 2 de agosto.
Holland dijo más tarde en un comunicado de prensa: "Queríamos que este disco tuviera energía pura, ¡de principio a fin! Por eso lo llamamos Supercharged, desde lo más alto de nuestras aspiraciones hasta lo más profundo de nuestras luchas, hablamos de todo ello en este disco... de una manera que celebra la vida que compartimos y dónde estamos ahora".

## Lista de canciones
Todas las canciones escritas y compuestas por Dexter Holland. 
| N.º | Título                          | Duración |  |
| 1.  | «Looking Out for #1»            | 3:16     |  |
| 2.  | «Light It Up»                   | 2:52     |  |
| 3.  | «The Fall Guy»                  | 2:34     |  |
| 4.  | «Make It All Right»             | 3:34     |  |
| 5.  | «Ok, but This Is the Last Time» | 3:23     |  |
| 6.  | «Truth in Fiction»              | 2:00     |  |
| 7.  | «Come to Brazil»                | 4:19     |  |
| 8.  | «Get Some»                      | 2:57     |  |
| 9.  | «Hanging by a Thread»           | 3:26     |  |
| 10. | «You Can't Get There from Here» | 3:54     |  |

## Personal

### The Offspring
- Dexter Holland – Voz principal, Guitarra Rítmica, Bajo
- Noodles - Guitarra Líder, Coros.
- Brandon Pertzborn – Batería (solo en 2, 3, 6, 10)

### Personal adicional
- Josh Freese – Batería (todas excepto 2, 3, 6, 10)
- Adam Greenholtz – teclados, mezcla, ingeniero de grabación
- Jamie Muhoberac – teclados
- Rebecca Shoichet – voces adicionales en "Make It All Right"